# Estación de Reyes Católicos (Metro de Madrid)

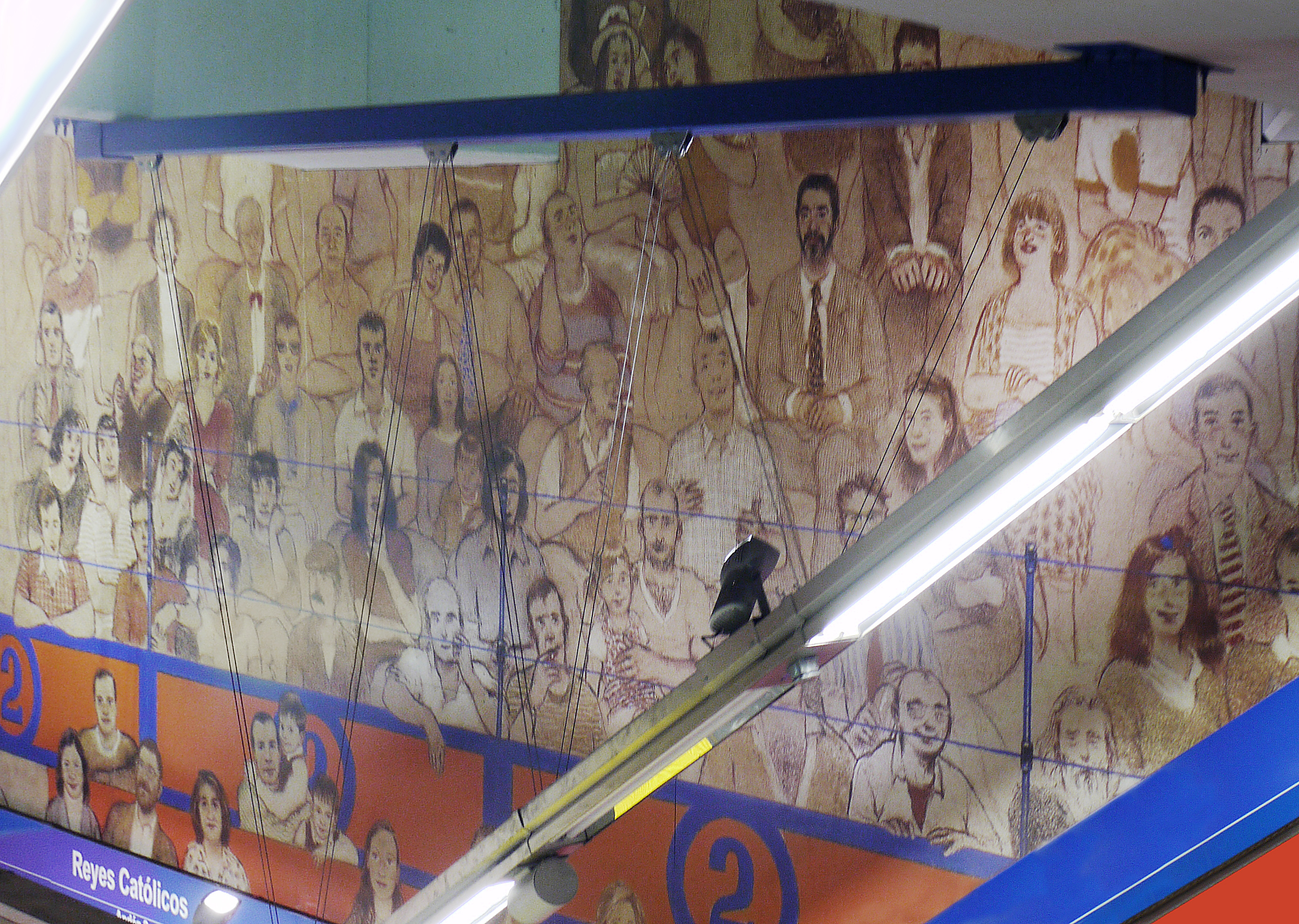
Vista del mosaico que decora las paredes de la estación.

Reyes Católicos es una estación de la línea 10 del Metro de Madrid ubicada en el municipio de San Sebastián de los Reyes bajo la avenida del mismo nombre cerca de la Plaza de Toros "La Tercera".

## Historia
La estación se abrió al público el 26 de abril de 2007 dentro del proyecto MetroNorte, ampliación de la línea 10 hacia el norte para dar servicio a Alcobendas y San Sebastián de los Reyes.

## Accesos
Vestíbulo Reyes Católicos
- Avda. Plaza de Toros Avda. Plaza de Toros (frente al N.º 7)
- Ascensor Avda. Plaza de Toros (frente al N.º 7)

## Líneas y conexiones

### Metro
| << cabecera            | < estación             | línea | estación > | cabecera >>                                  |
| ---------------------- | ---------------------- | ----- | ---------- | -------------------------------------------- |
| Hospital Infanta Sofía | Hospital Infanta Sofía |       | Baunatal   | Puerta del Sur Cambio de tren en Tres Olivos |

### Autobuses
| Diurnos |                                  |                               |          |
| Línea   | Destino                          | Parada                        | Operador |
| 4       | Polideportivo                    | 20899 Calle Real - Cementerio | Interbus |
| 5       | Alcobendas - Soto de la Moraleja | 20899 Calle Real - Cementerio | Interbus |

| Diurnos   |                            |                               |          |
| Línea     | Destino                    | Parada                        | Operador |
| 156       | Madrid (Plaza de Castilla) | 20899 Calle Real - Cementerio | Interbus |
| 166       | Urbanización Valdelagua    | 20899 Calle Real - Cementerio | Interbus |
| Nocturnos |                            |                               |          |
| Línea     | Destino                    | Parada                        | Operador |
| N102      | Madrid (Plaza de Castilla) | 20899 Calle Real - Cementerio | Interbus |